# Список призёров летних Олимпийских игр 2004
Ниже представлен список всех призёров летних Олимпийских игр 2004 года, проходивших в Афинах с 13 по 29 августа 2004 года. В соревнованиях приняли участие 10 625 спортсменов (4 329 женщины и 6 296 мужчин) представлявшие 201 страну (НОК). Был разыгран 301 комплект медалей в 28 видах спорта. Соревнования в бейсболе и боксе проходили только среди мужчин, а в синхронном плавание, художественной гимнастике и софтболе соревновались только женщины. На играх дебютировали соревнования среди женщин в вольной борьбе и фехтовании на саблях. В каждой весовой категории в боксе, дзюдо и тхэквондо вручались две бронзовые медали.
Американский пловец Майкл Фелпс выиграл 6 золотых медалей, а также установил рекорд Олимпийских игр завоевав в общей сложности 8 медалей на одних Олимпийских играх, во всех дисциплинах, в которых принял участие. Леонтин ван Морсел стала первой велогонщицей в истории, выигравшая 4 золотые медали Олимпийских игр, а байдарочница Биргит Фишер стала первым спортсменом в истории, выигравшим на 5 олимпийских играх хотя бы 2 медали. В дубль-трапе Ахмед Аль Мактум выиграл первую в истории золотую медаль для ОАЭ. Лю Сян стал чемпионом Игр в беге на 110 метров с препятствиями, повторив мировой рекорд, установленный в 1993 году Колином Джексоном, помимо этого став первым представителем Китая, выигравшим «золото» в легкоатлетических соревнованиях среди мужчин. Хишам Эль-Герруж стал вторым спортсменом истории, после финского легкоатлета Пааво Нурми, выигравшим золотые медали в беге на 1500 и 5000 метров на одних Олимпийских играх. Виндсёрфер Галь Фридман стал первым в истории Олимпийским чемпионом из Израиля.

## Академическая гребля

#### Мужчины
| Дисциплина                | Золото | Серебро | Бронза |
| Одиночки                  | Олаф Туфте (NOR) | Юри Яансон (EST) | Иво Янакиев (BUL) |
| Двойки распашные          | Австралия · Дрю Гинн · Джеймс Томкинс | Хорватия · Синиша Скелин · Никша Скелин | ЮАР · Донован Чех · Рамон ди Клементе |
| Двойки парные             | Франция · Себастьен Вьелльден · Адриан Арди | Словения · Лука Шпик · Ижток Чоп | Италия · Россано Гальтаросса · Алессио Сартори |
| Двойки парные, лёгкий вес | Польша · Томаш Кухарский · Роберт Сыч | Франция · Фредерик Дюфур · Паскаль Турон | Греция · Василиос Полимерос · Николас Скиафитис |
| Четвёрки распашные        | Великобритания · Стив Уильямс · Джеймс Крэкнелл · Эд Куд · Мэтью Пинсент                                                                         | Канада · Камерон Бирг · Томас Хершмиллер · Джейк Ветцель · Барни Уильямс | Италия · Лоренцо Порцио · Дарио Дентале · Лука Агаменнони · Рафаэлло Леонардо                                                                               |
| Четвёрки парные           | Россия · Сергей Федоровцев · Игорь Кравцов · Алексей Свирин · Николай Спинёв                                                                     | Чехия · Давид Копршива · Томаш Карась · Якуб Ганак · Давид Йирка | Украина · Сергей Гринь · Сергей Билоущенко · Олег Лыков · Леонид Шапошников                                                                                 |
| Четвёрки, лёгкий вес      | Дания · Тор Кристенсен · Томас Эберт · Стефан Мёльвиг · Эскильд Эббесен                                                                          | Австралия · Глен Лофтус · Энтони Эдвардс · Бен Кьюртон · Симон Бёржесс | Италия · Лоренцо Бертини · Кателло Амаранте · Сальваторе Амитрано · Бруно Маскареньяс                                                                       |
| Восьмёрки                 | США · Джейсон Рид · Уайатт Аллен · Крис Аренс · Джозеф Хансен · Мэтт Дикин · Дэн Бири · Бо Хупмен · Брайан Вольпенхайн · Пит Чиполлоне (рулевой) | Нидерланды · Маттейс Велленга · Гийс Вермюлен · Ян-Виллем Габриелс · Даниел Менч · Герт-Ян Дерксен · Герритьян Эггенкамп · Дидерик Симон · Михил Бартман · Чунь Вэй Чон (рулевой) | Австралия · Стефан Щуровский · Стюарт Ресайд · Стюарт Уэлч · Джеймс Стюарт · Джеффри Стюарт · Бо Хансон · Майк Маккей · Стивен Стюарт · Майкл Тун (рулевой) |

#### Женщины
| Дисциплина                | Золото | Серебро | Бронза |
| Одиночки                  | Катрин Ручов-Штомпоровски (GER) | Екатерина Карстен (BLR) | Румяна Нейкова (BUL) |
| Двойки                    | Румыния · Джорджета Андрунаке · Вьорика Сусану | Великобритания · Кэтрин Грейнджер · Кэт Бишоп | Беларусь · Юлия Бичик · Наталья Гелах |
| Двойки парные             | Новая Зеландия · Джорджина Эверс-Суинделл · Кэролайн Эверс-Суинделл | Германия · Пегги Валеска · Бритта Оппельт | Великобритания · Сара Уинклесс · Элис Лаверик |
| Двойки парные, лёгкий вес | Румыния · Констанца Бурчикэ · Анджела Алупей | Германия · Даниэла Раймер · Клаудия Бласберг | Нидерланды · Кирстен ван дер Колк · Марит ван Эйпен |
| Четвёрки парные           | Германия · Майке Эверс · Мануэла Лутце · Катрин Борон · Керстин эль-Калькили                                                                                            | Великобритания · Элисон Моубрей · Дебби Флад · Фрэнсис Хотон · Ребекка Ромеро                                                                          | Австралия · Дана Фалетич · Ребекка Саттин · Эмбер Брэдли · Керри Хор |
| Восьмёрки                 | Румыния · Аурика Бэрэску · Вьорика Сусану · Родика Флоря · Элисабета Липэ · Лильяна Гафенку · Йоана Папук · Джорджета Дамьян · Дойна Игнат · Елена Джорджеску (рулевая) | США · Кейт Джонсон · Саманта Мэги · Меган Диркмат · Элисон Кокс · Лорел Корхольц · Анна Микельсон · Лианн Нельсон · Кэрин Дэвис · Мэри Уиппл (рулевая) | Нидерланды · Фраукье Вегман · Марлис Смюлдерс · Нинке Хоммес · Хюрнет Деккерс · Аннемарике ван Румпт · Хелен Тангер · Сара Сигелар · Аннемик де Хан · Эстер Воркел (рулевая) |

## Бадминтон
| Дисциплина               | Золото                                       | Серебро                                      | Бронза                                     |
| Мужской одиночный разряд | Тауфик Хидаят (INA)                          | Сон Сын Мо (KOR)                             | Сони Дви Кункоро (INA)                     |
| Мужской парный разряд    | Республика Корея · Ким Дон Мун · Ха Тхэ Гвон | Республика Корея · Ли Дон Су · Ю Ён Сон      | Индонезия · Энг Хиан · Фланди Лимпеле      |
| Женский одиночный разряд | Чжан Нин (CHN)                               | Миа Аудина (NED)                             | Чжоу Ми                                    |
| Женский парный разряд    | Китай · Чжан Цзевэнь · Ян Вэй                | Китай · Гао Лин · Хуан Суй                   | Республика Корея · На Гён Мин · Ли Гён Вон |
| Смешанный парный разряд  | Китай · Чжан Цзюнь · Гао Лин                 | Великобритания · Натан Робертсон · Гейл Эммс | Дания · Йенс Эриксен · Метте Шьёльдагер    |

## Баскетбол
| Дисциплина | Золото | Серебро | Бронза |
| Мужчины    | Аргентина Габриэль Фернандес · Фабрисио Оберто · Луис Скола · Рубен Волковиски · Карлос Дельфино · Леонардо Гутьеррес · Вальтер Херрманн · Андрес Носиони · Ману Джинобили · Алехандро Монтеккиа · Хуан Игнасио Санчес · Уго Сконочини | Италия Роберто Кьячиг · Лука Гарри · Денис Марконато · Джакомо Галанда · Никола Радулович · Алекс Ригетти · Маттео Соранья · Джанлука Базиле · Массимо Буллери · Мишель Миан · Джанмарко Поццекко · Родольфо Ромбальдони | США Тим Данкан · Эмека Окафор · Кармело Энтони · Карлос Бузер · Леброн Джеймс · Ричард Джефферсон · Шон Мэрион · Ламар Одом · Амаре Стадемайр · Аллен Айверсон · Стефон Марбери · Дуэйн Уэйд                               |
| Женщины    | США Сью Бёрд · Свин Кэш · Тамика Кэтчингс · Иоланда Гриффит · Шэннон Джонсон · Лиза Лесли · Рут Райли · Кэти Смит · Дон Стэйли · Шерил Свупс · Дайана Таурази · Тина Томпсон                                                           | Австралия Сьюзи Баткович · Сэнди Бронделло · Триша Фэллон · Кристи Харроуэр · Лорен Джексон · Натали Портер · Алисия Пото · Белинда Снелл · Рэйчел Спорн · Лора Саммертон · Пенни Тэйлор · Эллисон Транквилли            | Россия Анна Архипова · Ольга Артешина · Елена Баранова · Диана Густилина · Мария Калмыкова · Елена Карпова · Илона Корстин · Ирина Осипова · Оксана Рахматулина · Татьяна Щёголева · Мария Степанова · Наталья Водопьянова |

## Бейсбол
| Дисциплина | Золото | Серебро | Бронза |
| Мужчины    | Куба Данни Бетанкур · Луис Боррото · Фредерик Сепеда · Йорэлвис Чарльз · Мишель Энрикес · Норберто Гонсалес · Юли Гурриель · Педро Луис Ласо · Роджер Мачадо · Хондер Мартинес · Франк Монтьет · Дэнни Миранда · Висьоандри Оделин · Адьель Пальма · Эдуардо Парет · Ариэль Пестано · Алексей Рамирес · Эриель Санчес · Антонио Скулл · Карлос Табарес · Яндри Ургеллес · Османи Уррутиа · Мануэль Вега · Норхе Луис Вера | Австралия Крейг Андерсон · Том Брайс · Эдриан Бернсайд · Гэвин Финглсон · Пол Гонзалез · Ник Кимптон · Брендан Кингман · Крейг Льюис · Грэм Ллойд · Дейв Нильссон · Трент Оелтжен · Уэйн О · Крис Оксспринг · Бретт Ронберг · Райан Роуленд-Смит · Джон Стивенс · Фил Штокман · Бретт Тамберрино · Рич Томпсон · Эндрю Юттинг · Бен Уигмор · Гленн Уильямс · Джефф Уильямс · Родни ван Буйзен | ЯпонияРёдзи Акава · Юя Андо · Ацуси Фудзимото · Косукэ Фукудомэ · Хиротоси Исии · Хисаси Ивакума · Хитоки Ивасэ · Кэндзи Дзёдзима · Макато Канэко · Такуя Кимура · Масахидэ Кобаяси · Хироки Курода · Дайсукэ Мацудзака · Даисукэ Миура · Синъя Миямото · Арихито Мурамацу · Норихиро Накамура · Митихиро Огасавара · Наоюки Симидзу · Ёсинобу Такахаси · Ёситомо Тани · Кодзи Уэхара · Кадзухиро Вада · Цуёси Вада |

## Бокс
| Дисциплина  | Золото                      | Серебро                   | Бронза                    |
| До 48 кг    | Ян Бартелеми (CUB)          | Атагюн Ялчинкая (TUR)     | Цзоу Шимин (CHN)          |
| До 48 кг    | Ян Бартелеми (CUB)          | Атагюн Ялчинкая (TUR)     | Сергей Казаков (RUS)      |
| До 51 кг    | Юриоркис Гамба (CUB)        | Жером Тома (FRA)          | Фауд Асланов (AZE)        |
| До 51 кг    | Юриоркис Гамба (CUB)        | Жером Тома (FRA)          | Рустамходжа Рахимов (GER) |
| До 54 кг    | Гильермо Ригондо (CUB)      | Ворапоя Петчкума (THA)    | Агаси Мамедов (AZE)       |
| До 54 кг    | Гильермо Ригондо (CUB)      | Ворапоя Петчкума (THA)    | Баходиржон Султанов (UZB) |
| До 57 кг    | Алексей Тищенко (RUS)       | Ким Сон Гук (PRK)         | Виталий Тайберт (GER)     |
| До 57 кг    | Алексей Тищенко (RUS)       | Ким Сон Гук (PRK)         | Чо Сок Хван (KOR)         |
| До 60 кг    | Марио Кинделан (CUB)        | Амир Хан (GBR)            | Серик Елеуов (KAZ)        |
| До 60 кг    | Марио Кинделан (CUB)        | Амир Хан (GBR)            | Мурат Храчев (RUS)        |
| До 64 кг    | Манус Бунчамнонг (THA)      | Юдель Джонсон (CUB)       | Борис Георгиев (BUL)      |
| До 64 кг    | Манус Бунчамнонг (THA)      | Юдель Джонсон (CUB)       | Йонуц Георге (ROM)        |
| До 69 кг    | Бахтияр Артаев (KAZ)        | Лоренсо Арагон (CUB)      | Ким Чон Джу (KOR)         |
| До 69 кг    | Бахтияр Артаев (KAZ)        | Лоренсо Арагон (CUB)      | Олег Саитов (RUS)         |
| До 75 кг    | Гайдарбек Гайдарбеков (RUS) | Геннадий Головкин (KAZ)   | Сурия Со. Пхленчит (THA)  |
| До 75 кг    | Гайдарбек Гайдарбеков (RUS) | Геннадий Головкин (KAZ)   | Андре Диррелл (USA)       |
| До 81 кг    | Андре Уорд (USA)            | Магомед Арипгаджиев (BLR) | Ахмед Исмаил (EGY)        |
| До 81 кг    | Андре Уорд (USA)            | Магомед Арипгаджиев (BLR) | Уткирбек Хайдаров (UZB)   |
| До 91 кг    | Одланьер Солис (CUB)        | Виктор Зуев (BLR)         | Мохамед Эльсайед (EGY)    |
| До 91 кг    | Одланьер Солис (CUB)        | Виктор Зуев (BLR)         | Насер Аш-Шами (SYR)       |
| Свыше 91 кг | Александр Поветкин (RUS)    | Мухаммед Али (EGY)        | Микель Лопес Нуньес (CUB) |
| Свыше 91 кг | Александр Поветкин (RUS)    | Мухаммед Али (EGY)        | Роберто Каммарелле (ITA)  |

## Борьба

### Греко-римская борьба
| Дисциплина | Золото                       | Серебро                    | Бронза                    |
| До 55 кг   | Иштван Майорош (HUN)         | Гейдар Мамедалиев (RUS)    | Артём Кюрегян (GRE)       |
| До 60 кг   | Чон Джи Хён (KOR)            | Роберто Монсон (CUB)       | Армен Назарян (BUL)       |
| До 66 кг   | Фарид Мансуров (AZE)         | Шереф Эроглу (TUR)         | Мхитар Манукян (KAZ)      |
| До 74 кг   | Александр Доктуришвили (UZB) | Марко Юли-Ханнуксела (FIN) | Вартерес Самургашев (RUS) |
| До 84 кг   | Алексей Мишин (RUS)          | Ара Абрахамян (SWE)        | Вячеслав Макаренко (BLR)  |
| До 96 кг   | Карам Габер (EGY)            | Рамаз Нозадзе (GEO)        | Мехмет Озал (TUR)         |
| До 120 кг  | Хасан Бароев (RUS)           | Георгий Цурцумия (KAZ)     | Рулон Гарднер (USA)       |

### Вольная борьба

#### Мужчины
| Дисциплина | Золото                   | Серебро                    | Бронза                  |
| До 55 кг   | Мавлет Батиров (RUS)     | Стивен Абас (USA)          | Тикара Танабэ (JPN)     |
| До 60 кг   | Яндро Кинтана (CUB)      | Масуд Мустафа Джокар (IRI) | Кэндзи Иноуэ (JPN)      |
| До 66 кг   | Эльбрус Тедеев (UKR)     | Джэмилл Келли (USA)        | Махач Муртазалиев (RUS) |
| До 74 кг   | Бувайсар Сайтиев (RUS)   | Геннадий Лалиев (KAZ)      | Иван Фундора (CUB)      |
| До 84 кг   | Кэл Сэндерсон (USA)      | Мун Ый Джэ (KOR)           | Сажид Сажидов (RUS)     |
| До 96 кг   | Хаджимурат Гацалов (RUS) | Магомед Ибрагимов (UZB)    | Алиреза Хейдари (IRI)   |
| До 120 кг  | Артур Таймазов (UZB)     | Алиреза Резаи (IRI)        | Айдын Полатчи (TUR)     |

#### Женщины
| Дисциплина | Золото              | Серебро               | Бронза                 |
| До 48 кг   | Ирина Мерлени (UKR) | Тихару Итё (JPN)      | Патрисия Миранда (USA) |
| До 55 кг   | Саори Ёсида (JPN)   | Тоня Вербик (CAN)     | Анна Гоми (FRA)        |
| До 63 кг   | Каори Итё (JPN)     | Сара Макмэнн (USA)    | Лиз Легран (FRA)       |
| До 72 кг   | Ван Сюй (CHN)       | Гюзель Манюрова (RUS) | Кёко Хамагути (JPN)    |

## Велоспорт

### Шоссейные гонки
| Дисциплина                                         | Золото                   | Серебро               | Бронза                |
| Групповая гонка, мужчины                           | Паоло Беттини (ITA)      | Сержиу Паулинью (POR) | Аксель Меркс (BEL)    |
| Индивидуальная гонка с раздельным стартом, мужчины | Вячеслав Екимов (RUS)    | Бобби Джулич (USA)    | Майкл Роджерс (AUS)   |
| Групповая гонка, женщины                           | Сара Кэрриган (AUS)      | Юдит Арндт (GER)      | Ольга Слюсарева (RUS) |
| Индивидуальная гонка с раздельным стартом, женщины | Леонтин ван Морсел (NED) | Дейдре Барри (USA)    | Карин Тюриг (SUI)     |

### Трековые гонки

#### Мужчины
| Дисциплина                    | Золото                                                                | Серебро                                                                    | Бронза                                                                    |
| Гонка преследования           | Брэдли Уиггинс (GBR)                                                  | Брэдли Макги (AUS)                                                         | Серхи Эскобар (ESP)                                                       |
| Командная гонка преследования | Австралия · Грэм Браун · Бретт Ланкастер · Брэдли Макги · Люк Робертс | Великобритания · Стив Каммингс · Роб Хэйлис · Пол Мэннинг · Брэдли Уиггинс | Испания · Карлос Кастаньо · Серхи Эскобар · Асьер Маэсту · Карлос Торрент |
| Спринт                        | Райан Бэйли (AUS)                                                     | Тео Бос (NED)                                                              | Рене Вольфф (GER)                                                         |
| Командный спринт              | Германия · Йенс Фидлер · Штефан Нимке · Рене Вольфф                   | Япония · Тосиаки Фусими · Масаки Иноуэ · Томохиро Нагацука                 | Франция · Микаэль Бурже · Лоран Гане · Арно Турнан                        |
| Гит                           | Крис Хой (GBR)                                                        | Арно Турнан (FRA)                                                          | Штефан Нимке (GER)                                                        |
| Гонка по очкам                | Михаил Игнатьев (RUS)                                                 | Жоан Льянерас (ESP)                                                        | Гвидо Фульст (GER)                                                        |
| Кейрин                        | Райан Бэйли (AUS)                                                     | Хосе Антонио Эскуредо (ESP)                                                | Шейн Келли (AUS)                                                          |
| Мэдисон                       | Австралия · Грэм Браун · Стюарт О’Грэйди                              | Швейцария · Франко Марвулли · Бруно Риси                                   | Великобритания · Роб Хэйлис · Брэдли Уиггинс                              |

#### Женщины
| Дисциплина          | Золото                | Серебро                    | Бронза                   |
| Гонка преследования | Сара Ульмер (NZL)     | Кати Мактье (AUS)          | Леонтин ван Морсел (NED) |
| Спринт              | Лори-Энн Мюнцер (CAN) | Тамилла Абасова (RUS)      | Анна Мирс (AUS)          |
| Гит                 | Анна Мирс (AUS)       | Цзян Юнхуа (CHN)           | Наталья Цилинская (BLR)  |
| Гонка по очкам      | Ольга Слюсарева (RUS) | Белем Герреро Мендес (MEX) | Мария Луиза Калле (COL)  |

### Маунтинбайк
| Дисциплина | Золото                     | Серебро                   | Бронза               |
| Мужчины    | Жюльен Абсалон (FRA)       | Хосе Антонио Эрмида (ESP) | Барт Брентьенс (NED) |
| Женщины    | Гунн-Рита Дале Флешо (NOR) | Мари-Элен Премон (CAN)    | Сабина Шпиц (GER)    |

## Водное поло
| Дисциплина | Золото | Серебро | Бронза |
| Мужчины    | ВенгрияТибор Бенедек · Петер Бирош · Раймунд Фодор · Иштван Гергейи · Тамаш Кашаш · Гергей Кишш · Норберт Мадараш · Тамаш Мольнар · Адам Штейнмец · Барнабас Штейнмец · Зольтан Сечи · Тамаш Варга · Аттила Вари               | Сербия и ЧерногорияАлександар Чирич · Владимир Гойкович · Данило Икодинович · Викор Еленич · Предраг Йокич · Никола Куляча · Слободан Никич · Александар Шапич · Деян Савич · Денис Шефик · Петар Трбоевич · Ваня Удовичич · Владимир Вуясинович                | РоссияИрек Зиннуров · Дмитрий Стратан · Реваз Чомахидзе · Марат Закиров · Николай Козлов · Николай Максимов · Андрей Рекечинский · Сергей Гарбузов · Дмитрий Горшков · Виталий Юрчик · Роман Балашов · Александр Фёдоров · Александр Ерышов |
| Женщины    | ИталияФранческа Конти · Мартина Мичели · Кармела Аллуччи · Сильвия Босурги · Елена Джильи · Мануэла Занчи · Таня ди Марио · Чинциа Рагуза · Джози Малато · Александра Араухо · Маддалена Мусумечи · Мелания Герого · Ноэми Тот | ГрецияДжорджия Эллинаки · Димитра Асилиан · Антиопи Мелидони · Ангелики Карапатаки · Кириаки Лиоси · Вула Козомболи · Айкатерини Ойкономопулу · Антигони Румпеси · Евангелия Морайтиду · Евтихия Карагианни · Джорджия Лара · Антония Мораити · Антула Милонаки | СШАЖаклин Франк · Хизер Петри · Эрика Лоренц · Бренда Вилла · Эллен Эстес · Натали Гольда · Маргарет Дингелдейн · Келли Рулон · Хизер Муди · Робин Борегард · Эмбер Стаковски · Николь Пейн · Талия Манро                                   |

## Волейбол

### Волейбол
| Дисциплина | Золото | Серебро | Бронза |
| Мужчины    | БразилияАндерсон · Андре · Андре Эллер · Густаво · Данте · Джоване Гавио · Жиба · Маурисио · Налберт · Рикардо · Родриган · Сержио          | ИталияВалерио Вермильо · Андреа Джани · Паоло Коцци · Луиджи Мастранджело · Самуэле Папи · Дамиано Пиппи · Андреа Сарторетти · Венцислав Симеонов · Паоло Тофоли · Матей Чернич · Альберто Чизолла · Алессандро Феи                    | РоссияПавел Абрамов · Сергей Баранов · Алексей Вербов · Станислав Динейкин · Андрей Егорчев · Алексей Казаков · Александр Косарев · Алексей Кулешов · Сергей Тетюхин · Константин Ушаков · Вадим Хамутцких · Тарас Хтей |
| Женщины    | КитайЧжан Юэхун · Чжао Жуйжуй · Фэн Кунь · Ван Лина · Ли Шань · Лю Яньань · Чжан На · Сун Нина · Чжан Пин · Чжоу Сухун · Ян Хао · Чэнь Цзин | РоссияЕвгения Артамонова · Екатерина Гамова · Александра Коруковец · Ольга Николаева · Елена Плотникова · Наталья Сафронова · Любовь Соколова · Ирина Тебенихина · Елизавета Тищенко · Елена Тюрина · Ольга Чуканова · Марина Шешенина | КубаСойла Баррос · Росир Кальдерон · Нэнси Каррильо · Майвелис Мартинес · Лиана Меса · Анньяра Муньос · Яйма Ортис · Дайми Рамирес · Юмилка Руис · Марта Санчес Сальфран · Дульсе Тельес · Ана Фернандес                |

### Пляжный волейбол
| Дисциплина | Золото                        | Серебро                               | Бронза                                    |
| Мужчины    | Бразилия · Рикарду · Эмануэль | Испания · Хавьер Босма · Пабло Эррера | Швейцария · Штефан Кобель · Патрик Хойшер |
| Женщины    | США · Кэрри Уолш · Мисти Мэй  | Бразилия · Адриана Бехар · Шелда Беде | США · Холли Макпик · Элейн Янгз           |

## Гандбол
| Дисциплина | Золото | Серебро | Бронза |
| Мужчины    | Хорватия Ивано Балич · Игор Вори · Драго Вукович · Славко Голужа · Мирза Джомба · Давор Доминикович · Ведран Зрнич · Никша Калеб · Блаженко Лацкович · Веньо Лосерт · Вальтер Матошевич · Петар Метличич · Владо Шола · Денис Шполярич · Горан Шпрем         | Германия Франк фон Берен · Маркус Баур · Марк Драгунски · Ян-Олаф Иммель · Флориан Керман · Штефан Кречмар · Клаус-Дитер Петерсен · Кристиан Рамота · Хеннинг Фриц · Паскаль Хенс · Кристиан Цайц · Фолькер Цербе · Кристиан Шварцер · Даниэль Штефан · Торстен Янсен | Россия Павел Башкин · Александр Горбатиков · Вячеслав Горпишин · Виталий Иванов · Эдуард Кокшаров · Алексей Костыгов · Денис Кривошлыков · Василий Кудинов · Олег Кулешов · Андрей Лавров · Сергей Погорелов · Алексей Растворцев · Дмитрий Торгованов · Александр Тучкин · Михаил Чипурин |
| Женщины    | Дания Кристин Андерсен · Карен Брёдсгор · Метте Вестергор · Лине Даугор · Трин Йенсен · Рикке Йоргенсен · Лотте Кьярскоу · Генриетт Миккельсен · Карин Мортенсен · Луиза Нёргор · Рикке Сков · Камилла Томсен · Жозефин Турей · Катрин Фрюлунд · Рикке Шмидт | Республика Корея О Ён Ран · У Сон Хи · Хо Сун Ён · Ли Гон Джу · Чан Со Хи · Ким Хён Ок · Ким Ча Ён · О Сон Ок · Хо Ён Сук · Мун Гён Ха · Лим О Гён · Ли Сан Ын · Мён Бок Хи · Чхве Им Джон · Мун Пиль Хи                                                              | Украина Наталья Борисенко · Анастасия Бородина · Анна Бурмистрова · Марина Вергелюк · Ирина Гончарова · Лариса Заспа · Наталья Ляпина · Галина Маркушевская · Елена Радченко · Оксана Райхель · Анна Сюкало · Елена Цыгица · Людмила Шевченко · Татьяна Шинкаренко · Елена Яценко          |

## Гимнастика

### Спортивная гимнастика

#### Мужчины
| Дисциплина           | Золото | Серебро                                                                                 | Бронза                                                                                              |
| Личное многоборье    | Пол Хэмм (USA)                                                                                             | Ким Тэ Ын (KOR)                                                                         | Ян Тхэ Ён (KOR)                                                                                     |
| Командное многоборье | Япония · Такэхиро Касима · Хисаси Мидзутори · Дайсукэ Накано · Хироюки Томита · Наоя Цукахара · Исао Ёнэда | США · Джейсон Гэтсон · Морган Хэмм · Пол Хэмм · Бретт Макклур · Блейн Уилсон · Гард Янг | Румыния · Мариус Урзикэ · Марьян Драгулеску · Илиэ Попеску · Дан Потра · Рэзван Шелариу · Иоан Сучу |
| Опорный прыжок       | Хервасио Деферр (ESP)                                                                                      | Евгений Сапроненко (LAT)                                                                | Марьян Драгулеску (ROM)                                                                             |
| Вольные упражнения   | Кайл Шьюфелт (CAN)                                                                                         | Марьян Драгулеску (ROM)                                                                 | Йордан Йовчев (BUL)                                                                                 |
| Конь                 | Тэн Хайбинь (CHN)                                                                                          | Мариус Урзикэ (ROM)                                                                     | Такэхиро Касима (JPN)                                                                               |
| Кольца               | Димостенис Тампакос (GRE)                                                                                  | Йордан Йовчев (BUL)                                                                     | Юрий Кеки (ITA)                                                                                     |
| Параллельные брусья  | Валерий Гончаров (UKR)                                                                                     | Хироюки Томита (JPN)                                                                    | Ли Сяопэн (CHN)                                                                                     |
| Перекладина          | Игор Кассина (ITA)                                                                                         | Пол Хэмм (USA)                                                                          | Исао Ёнэда (JPN)                                                                                    |

#### Женщины
| Дисциплина           | Золото | Серебро                                                                                           | Бронза |
| Личное многоборье    | Карли Паттерсон (USA)                                                                                       | Светлана Хоркина (RUS)                                                                            | Чжан Нань (CHN) |
| Командное многоборье | Румыния · Моника Рошу · Каталина Понор · Оана Бан · Александра Эремия · Даниэла Софроние · Сильвия Строэску | США · Мохини Бхардвадж · Аня Хэтч · Терин Хамфри · Кортни Купец · Куртни Маккул · Карли Паттерсон | Россия · Людмила Ежова · Елена Замолодчикова · Наталья Зиганшина · Мария Крючкова · Анна Павлова · Светлана Хоркина |
| Опорный прыжок       | Моника Рошу (ROM)                                                                                           | Аня Хэтч (USA)                                                                                    | Анна Павлова (RUS)                                                                                                  |
| Вольные упражнения   | Каталина Понор (ROM)                                                                                        | Даниэла Софроние (ROM)                                                                            | Патрисия Морено (ESP)                                                                                               |
| Разновысокие брусья  | Эмили Ле Пеннек (FRA)                                                                                       | Терин Хамфри (USA)                                                                                | Кортни Купец (USA)                                                                                                  |
| Бревно               | Каталина Понор (ROM)                                                                                        | Карли Паттерсон (USA)                                                                             | Александра Эремия (ROM)                                                                                             |

### Прыжки на батуте
| Дисциплина | Золото               | Серебро                    | Бронза               |
| Мужчины    | Юрий Никитин (UKR)   | Александр Москаленко (RUS) | Хенрик Штехлик (GER) |
| Женщины    | Анна Догонадзе (GER) | Карен Кокбёрн (CAN)        | Хуан Шаньшань (CHN)  |

### Художественная гимнастика
| Дисциплина           | Золото | Серебро | Бронза |
| Личное многоборье    | Алина Кабаева (RUS)                                                                                            | Ирина Чащина (RUS)                                                                                                 | Анна Бессонова (UKR) |
| Групповое многоборье | Россия · Олеся Белугина · Ольга Глацких · Татьяна Курбакова · Наталья Лаврова · Елена Посевина · Елена Мурзина | Италия · Элиза Бланки · Фабриция Д’Оттавио · Маринелла Фалька · Даниэла Массерони · Элиза Сантони · Лаура Верницци | Болгария · Жанета Илиева · Элеонора Кежова · Зорница Маринова · Кристина Рангелова · Галина Танчева · Владислава Танчева |

## Гребля на байдарках и каноэ

### Гладкая вода

#### Мужчины
| Дисциплина                     | Золото                                                                  | Серебро                                                        | Бронза                                                                 |
| Каноэ-одиночки, 500 метров     | Андреас Диттмер (GER)                                                   | Давид Каль (ESP)                                               | Максим Опалев (RUS)                                                    |
| Каноэ-одиночки, 1000 метров    | Давид Каль (ESP)                                                        | Андреас Диттмер (GER)                                          | Аттила Вайда (HUN)                                                     |
| Каноэ-двойки, 500 метров       | Китай · Мэн Гуаньлян · Ян Вэньцзюнь                                     | Куба · Ибрахим Рохас · Ледис Бальсейро                         | Россия · Александр Костоглод · Александр Ковалёв                       |
| Каноэ-двойки, 1000 метров      | Германия · Кристиан Гилле · Томаш Выленжек                              | Россия · Александр Костоглод · Александр Ковалёв               | Венгрия · Дьёрдь Козманн · Дьёрдь Колонич                              |
| Байдарки-одиночки, 500 метров  | Адам ван Куверден (CAN)                                                 | Натан Баггали (AUS)                                            | Иан Уинн (GBR)                                                         |
| Байдарки-одиночки, 1000 метров | Эйрик Верос Ларсен (NOR)                                                | Бен Фухи (NZL)                                                 | Адам ван Куверден (CAN)                                                |
| Байдарки-двойки, 500 метров    | Германия · Рональд Рауэ · Тим Вискёттер                                 | Австралия · Клинт Робинсон · Натан Баггали                     | Беларусь · Роман Петрушенко · Вадим Махнев                             |
| Байдарки-двойки, 1000 метров   | Швеция · Маркус Оскарссон · Хенрик Нильссон                             | Италия · Антонио Росси · Беньямино Бономи                      | Норвегия · Эйрик Верос Ларсен · Нильс Олав Фьельдхейм                  |
| Байдарки-четвёрки, 1000 метров | Венгрия · Габор Хорват · Золтан Каммерер · Ботонд Шторц · Акош Верецкеи | Германия · Андреас Иле · Марк Цабель · Бьёрн Бах · Штефан Ульм | Словакия · Юрай Бача · Михал Ришдорфер · Рихард Ришдорфер · Эрик Влчек |

#### Женщины
| Дисциплина                    | Золото                                                                     | Серебро                                                            | Бронза                                                                                    |
| Байдарки-одиночки, 500 метров | Наташа Янич (HUN)                                                          | Йозефа Идем (ITA)                                                  | Каролин Брюне (CAN)                                                                       |
| Байдарки-двойки, 500 метров   | Венгрия · Каталин Ковач · Наташа Янич                                      | Германия · Биргит Фишер · Каролин Леонхардт                        | Польша · Анета Пастушка · Беата Соколовская-Кулеша                                        |
| Байдарки-четвёрки, 500 метров | Германия · Биргит Фишер · Катрин Вагнер · Майке Ноллан · Каролин Леонхардт | Венгрия · Каталин Ковач · Силвия Сабо · Эржебет Вишки · Кинга Бота | Украина · Анна Балабанова · Елена Череватова · Инна Осипенко-Радомская · Татьяна Семыкина |

### Гребной слалом
| Дисциплина                 | Золото                                       | Серебро                                 | Бронза                                  |
| Байдарки-одиночки, мужчины | Бенуа Пешье (FRA)                            | Кэмпбелл Уолш (GBR)                     | Фабьен Лефевр (FRA)                     |
| Каноэ-одиночки, мужчины    | Тони Эстанге (FRA)                           | Михал Мартикан (SVK)                    | Штефан Пфанмёллер (GER)                 |
| Каноэ-двойки, мужчины      | Словакия · Павол Гохшорнер · Петер Гохшорнер | Германия · Маркус Беккер · Штефан Хенце | Чехия · Ондржей Штепанек · Ярослав Волф |
| Байдарки-одиночки, женщины | Елена Калиска (SVK)                          | Ребекка Джидденс (USA)                  | Элен Ривз (GBR)                         |

## Дзюдо

### Мужчины
| Дисциплина   | Золото                | Серебро               | Бронза                         |
| До 60 кг     | Тадахиро Номура (JPN) | Нестор Хергиани (GEO) | Чхве Мин Хо (KOR)              |
| До 60 кг     | Тадахиро Номура (JPN) | Нестор Хергиани (GEO) | Хашбаатарын Цагаанбаатар (MGL) |
| До 66 кг     | Масато Утисиба (JPN)  | Йозеф Крнач (SVK)     | Йорданис Аренсибиа (CUB)       |
| До 66 кг     | Масато Утисиба (JPN)  | Йозеф Крнач (SVK)     | Георгий Георгиев (BUL)         |
| До 73 кг     | Ли Вон Хи (KOR)       | Виталий Макаров (RUS) | Джимми Педро (USA)             |
| До 73 кг     | Ли Вон Хи (KOR)       | Виталий Макаров (RUS) | Леандру Гильейру (BRA)         |
| До 81 кг     | Илиас Илиадис (GRE)   | Роман Гонтюк (UKR)    | Дмитрий Носов (RUS)            |
| До 81 кг     | Илиас Илиадис (GRE)   | Роман Гонтюк (UKR)    | Флавиу Канту (BRA)             |
| До 90 кг     | Зураб Звиадаури (GEO) | Хироси Идзуми (JPN)   | Хасанби Таов (RUS)             |
| До 90 кг     | Зураб Звиадаури (GEO) | Хироси Идзуми (JPN)   | Марк Хёйзинга (NED)            |
| До 100 кг    | Игорь Макаров (BLR)   | Чан Сон Хо (KOR)      | Михаэль Юрак (GER)             |
| До 100 кг    | Игорь Макаров (BLR)   | Чан Сон Хо (KOR)      | Ариэль Зеэви (ISR)             |
| Свыше 100 кг | Кэйдзи Судзуки (JPN)  | Тамерлан Тменов (RUS) | Деннис ван дер Гест (NED)      |
| Свыше 100 кг | Кэйдзи Судзуки (JPN)  | Тамерлан Тменов (RUS) | Индрек Пертельсон (EST)        |

### Женщины
| Дисциплина  | Золото              | Серебро                | Бронза                   |
| До 48 кг    | Рёко Тани (JPN)     | Фредерик Жоссине (FRA) | Юлия Матиас (GER)        |
| До 48 кг    | Рёко Тани (JPN)     | Фредерик Жоссине (FRA) | Гао Фэн (CHN)            |
| До 52 кг    | Сянь Дунмэй (CHN)   | Юки Ёкосава (JPN)      | Амарилис Савон (CUB)     |
| До 52 кг    | Сянь Дунмэй (CHN)   | Юки Ёкосава (JPN)      | Ильзе Хейлен (BEL)       |
| До 57 кг    | Ивонн Бёниш (GER)   | Ке Сун Хи (PRK)        | Дебора Гравенстейн (NED) |
| До 57 кг    | Ивонн Бёниш (GER)   | Ке Сун Хи (PRK)        | Юрислейди Лупетей (CUB)  |
| До 63 кг    | Аюми Танимото (JPN) | Клаудия Хайлль (AUT)   | Уршка Жолнир (SLO)       |
| До 63 кг    | Аюми Танимото (JPN) | Клаудия Хайлль (AUT)   | Дриулис Гонсалес (CUB)   |
| До 70 кг    | Масаэ Уэно (JPN)    | Эдит Босх (NED)        | Цинь Дунъя (CHN)         |
| До 70 кг    | Масаэ Уэно (JPN)    | Эдит Босх (NED)        | Аннетт Бём (GER)         |
| До 78 кг    | Норико Анно (JPN)   | Лю Ся (CHN)            | Лючия Морико (ITA)       |
| До 78 кг    | Норико Анно (JPN)   | Лю Ся (CHN)            | Юрисель Лаборде (CUB)    |
| Свыше 78 кг | Маки Цукада (JPN)   | Дайма Бельтран (CUB)   | Теа Донгузашвили (RUS)   |
| Свыше 78 кг | Маки Цукада (JPN)   | Дайма Бельтран (CUB)   | Сунь Фумин (CHN)         |

## Конный спорт
| Дисциплина          | Золото                                                                        | Серебро                                                                                       | Бронза                                                                               |
| Личная выездка      | Анки ван Грюнсвен (NED)                                                       | Улла Зальцгебер (GER)                                                                         | Беатрис Феррер-Салат (ESP)                                                           |
| Командная выездка   | Германия · Хайке Кеммер · Хубертус Шмидт · Мартин Шойдт · Улла Зальцгебер     | Испания · Беатрис Феррер-Салат · Хуан Антонио Хименес · Игнасио Рамбла · Рафаэль Сото         | США · Лиза Уилкокс · Гюнтер Зейдель · Дебби Макдональд · Роберт Довер                |
| Личное троеборье    | Лесли Лоу (GBR)                                                               | Кимберли Северсон (USA)                                                                       | Пиппа Фаннелл (GBR)                                                                  |
| Командное троеборье | Франция · Арно Бойто · Дидье Курреже · Седрик Лиар · Жан Тёлер · Николя Тузен | Великобритания · Лесли Лоу · Пиппа Фаннелл · Уильям Фокс-Питт · Джанетт Брейквелл · Мэри Кинг | США · Кимберли Северсон · Даррен Чиакчиа · Джон Уильямс · Эми Трайон · Джули Ричардс |
| Личный конкур       | Родриго Пессоа (BRA)                                                          | Крис Каплер (USA)                                                                             | Марко Кутчер (GER)                                                                   |
| Командный конкур    | США · Питер Уайлд · Маклейн Уорд · Элизабет Мэдден · Крис Каплер              | Швеция · Молин Барьярд · Рольф-Ёран Бенгтссон · Петер Эрикссон · Педер Фредериксон            | Германия · Отто Беккер · Марко Кутчер · Кристиан Альман                              |

## Лёгкая атлетика

### Мужчины
| Дисциплина                  | Золото                                                                                         | Серебро                                                                               | Бронза                                                                 |
| 100 метров                  | Джастин Гэтлин (USA)                                                                           | Фрэнсис Обиквелу (POR)                                                                | Морис Грин (USA)                                                       |
| 200 метров                  | Шон Кроуфорд (USA)                                                                             | Бернард Уильямс (USA)                                                                 | Джастин Гэтлин (USA)                                                   |
| 400 метров                  | Джереми Уоринер (USA)                                                                          | Отис Харрис (USA)                                                                     | Деррик Брю (USA)                                                       |
| 800 метров                  | Юрий Борзаковский (RUS)                                                                        | Мбулаени Мулаудзи (RSA)                                                               | Уилсон Кипкетер (DEN)                                                  |
| 1500 метров                 | Хишам Эль-Герруж (MAR)                                                                         | Бернард Лагат (KEN)                                                                   | Руи Силва (POR)                                                        |
| 5000 метров                 | Хишам Эль-Герруж (MAR)                                                                         | Кенениса Бекеле (ETH)                                                                 | Элиуд Кипчоге (KEN)                                                    |
| 10 000 метров               | Кенениса Бекеле (ETH)                                                                          | Силеши Сихине (ETH)                                                                   | Зерсенай Тадесе (ERI)                                                  |
| 110 метров с барьерами      | Лю Сян (CHN)                                                                                   | Терренс Трэммелл (USA)                                                                | Аньер Гарсиа (CUB)                                                     |
| 400 метров с барьерами      | Феликс Санчес (DOM)                                                                            | Дэнни Макфарлейн (JAM)                                                                | Наман Кейта (FRA)                                                      |
| 3000 метров с препятствиями | Эзекиль Кембои (KEN)                                                                           | Бримин Кипруто (KEN)                                                                  | Пол Кипсили Коэч (KEN)                                                 |
| Эстафета 4×100 метров       | Великобритания · Джейсон Гарденер · Даррен Кэмпбелл · Марлон Девониш · Марк Льюис-Фрэнсис      | США · Шон Кроуфорд · Джастин Гэтлин · Коби Миллер · Морис Грин · Дарвис Паттон        | Нигерия · Олусоджи Фасуба · Ученна Эмедолу · Аарон Эгбеле · Деджи Алю  |
| Эстафета 4×400 метров       | США · Отис Харрис · Деррик Брю · Джереми Уоринер · Дарольд Уильямсон · Эндрю Рок · Келли Вилли | Австралия · Джон Стеффенсен · Марк Ормрод · Патрик Дуайер · Клинтон Хилл · Крис Браун | Нигерия · Джеймс Годдэй · Муса Ауду · Сол Вейгопва · Энефьок Удо-Обонг |
| Марафон                     | Стефано Бальдини (ITA)                                                                         | Мебрахтом Кефлезигхи (USA)                                                            | Вандерлей ди Лима (BRA)                                                |
| Ходьба на 20 км             | Ивано Бруньетти (ITA)                                                                          | Франсиско Фернандес (ESP)                                                             | Нейтан Дикс (AUS)                                                      |
| Ходьба на 50 км             | Роберт Корженёвский (POL)                                                                      | Денис Нижегородов (RUS)                                                               | Алексей Воеводин (RUS)                                                 |
| Прыжки в длину              | Дуайт Филлипс (USA)                                                                            | Джон Моффитт (USA)                                                                    | Джоан Лино Мартинес (ESP)                                              |
| Тройной прыжок              | Кристиан Ульссон (SWE)                                                                         | Мариан Опря (ROM)                                                                     | Даниил Буркеня (RUS)                                                   |
| Прыжки в высоту             | Стефан Хольм (SWE)                                                                             | Мэтт Хемингуэй (USA)                                                                  | Ярослав Баба (CZE)                                                     |
| Прыжки с шестом             | Тимоти Мэк (USA)                                                                               | Тоби Стивенсон (USA)                                                                  | Джузеппе Джибилиско (ITA)                                              |
| Толкание ядра               | Адам Нельсон (USA)                                                                             | Иоахим Ольсен (DEN)                                                                   | Мануэль Гутьеррес (ESP)                                                |
| Метание диска               | Виргилиюс Алекна (LTU)                                                                         | Золтан Коваго (HUN)                                                                   | Александр Таммерт (EST)                                                |
| Метание копья               | Андреас Торкильдсен (NOR)                                                                      | Вадим Василевский (LAT)                                                               | Сергей Макаров (RUS)                                                   |
| Метание молота              | Кодзи Мурофуси (JPN)                                                                           | вакантно                                                                              | Эшоеф Апак (TUR)                                                       |
| Десятиборье                 | Роман Шебрле (CZE)                                                                             | Брайан Клэй (USA)                                                                     | Дмитрий Карпов (KAZ)                                                   |

### Женщины
| Дисциплина             | Золото                                                                                             | Серебро | Бронза                                                                             |
| 100 метров             | Юлия Нестеренко (BLR)                                                                              | Лорин Уильямс (USA)                                                                                         | Вероника Кэмпбелл (JAM)                                                            |
| 200 метров             | Вероника Кэмпбелл (JAM)                                                                            | Эллисон Феликс (USA)                                                                                        | Дебби Фергюсон-Маккензи (BAH)                                                      |
| 400 метров             | Тоник Уильямс-Дарлинг (BAH)                                                                        | Ана Гевара (MEX)                                                                                            | Наталья Антюх (RUS)                                                                |
| 800 метров             | Келли Холмс (GBR)                                                                                  | Хасна Бенхасси (MAR)                                                                                        | Иоланда Чеплак (SLO)                                                               |
| 1500 метров            | Келли Холмс (GBR)                                                                                  | Татьяна Томашова (RUS)                                                                                      | Мария Чонкан (ROM)                                                                 |
| 5000 метров            | Месерет Дефар (ETH)                                                                                | Изабелла Очичи (KEN)                                                                                        | Тирунеш Дибаба (ETH)                                                               |
| 10 000 метров          | Син Хуэйна (CHN)                                                                                   | Эджегайеху Дибаба (ETH)                                                                                     | Дерарту Тулу (ETH)                                                                 |
| 100 метров с барьерами | Джоанна Хейз (USA)                                                                                 | Елена Красовская (UKR)                                                                                      | Мелисса Моррисон (USA)                                                             |
| 400 метров с барьерами | Фани Халкия (GRE)                                                                                  | Ионела Тырля (ROM)                                                                                          | Татьяна Терещук-Антипова (UKR)                                                     |
| Эстафета 4×100 метров  | Ямайка · Тайна Лоуренс · Шерон Симпсон · Элин Бэйли · Вероника Кэмпбелл-Браун · Беверли Макдональд | Россия · Ольга Стульнева · Юлия Табакова · Ирина Хабарова · Лариса Круглова                                 | Франция · Вероник Ман · Мюрель Юрти · Сильвиан Феликс · Кристина Аррон             |
| Эстафета 4×400 метров  | США · Диди Троттер · Моника Хендерсон · Соня Ричардс · Моника Хеннаган · Мушауми Робинсон          | Россия · Олеся Форшева · Наталья Назарова · Олеся Зыкина · Наталья Антюх · Татьяна Фирова · Наталья Иванова | Ямайка · Новлен Уильямс · Мишель Бургер · Надя Дэви · Сэнди Ричардс · Ронетта Смит |
| Марафон                | Мидзуки Ногути (JPN)                                                                               | Катрин Ндереба (KEN)                                                                                        | Дина Кастор (USA)                                                                  |
| Ходьба на 20 км        | Афанасия Цумелека (GRE)                                                                            | Олимпиада Иванова (RUS)                                                                                     | Джейн Сэвилл (AUS)                                                                 |
| Прыжки в длину         | Татьяна Лебедева (RUS)                                                                             | Ирина Мелешина (RUS)                                                                                        | Татьяна Котова (RUS)                                                               |
| Тройной прыжок         | Франсуаза Мбанго Этон (CMR)                                                                        | Хрисопия Деветци (GRE)                                                                                      | Татьяна Лебедева (RUS)                                                             |
| Прыжки в высоту        | Елена Слесаренко (RUS)                                                                             | Хестри Клоэт (RSA)                                                                                          | Виктория Стёпина (UKR)                                                             |
| Прыжки с шестом        | Елена Исинбаева (RUS)                                                                              | Светлана Феофанова (RUS)                                                                                    | Анна Роговская (POL)                                                               |
| Толкание ядра          | Юмилейди Кумба (CUB)                                                                               | Надин Кляйнерт (GER)                                                                                        | вакантно                                                                           |
| Метание диска          | Наталья Садова (RUS)                                                                               | Анастасия Келесиду (GRE)                                                                                    | Вера Поспишилова-Цехлова (CZE)                                                     |
| Метание копья          | Олейдис Менендес (CUB)                                                                             | Штеффи Нериус (GER)                                                                                         | Мирела Маньяни (GRE)                                                               |
| Метание молота         | Ольга Кузенкова (RUS)                                                                              | Ипси Морено (CUB)                                                                                           | Юнайка Кроуфорд (CUB)                                                              |
| Семиборье              | Каролина Клюфт (SWE)                                                                               | Аустра Скуйите (LTU)                                                                                        | Келли Созертон (GBR)                                                               |

## Настольный теннис

### Мужчины
| Дисциплина       | Золото                    | Серебро                       | Бронза                              |
| Одиночный разряд | Ю Сын Мин (KOR)           | Ван Хао (CHN)                 | Ван Лицинь (CHN)                    |
| Парный разряд    | Китай · Чэнь Ци · Ма Линь | Гонконг · Гао Лицзэ · Ли Цзин | Дания · Микаэль Мэйс · Финн Тугвелл |

### Женщины
| Дисциплина       | Золото                       | Серебро                                   | Бронза                      |
| Одиночный разряд | Чжан Инин (CHN)              | Ким Хян Ми (PRK)                          | Ким Кён А (KOR)             |
| Парный разряд    | Китай · Ван Нань · Чжан Инин | Республика Корея · Ли Ын Силь · Сок Ын Ми | Китай · Го Юэ · Ню Цзяньфэн |

## Парусный спорт

### Мужчины
| Дисциплина | Золото                                     | Серебро                                     | Бронза                                    |
| Мистраль   | Галь Фридман (ISR)                         | Николаос Какламанакис (GRE)                 | Ник Дэмпси (GBR)                          |
| Финн       | Бен Эйнсли (GBR)                           | Рафаэль Трухильо (ESP)                      | Матеуш Кушнеревич (POL)                   |
| 470        | США · Пол Фёрстер · Кевин Бёрнэм           | Великобритания · Ник Роджерс · Джо Глэнфилд | Япония · Кадзуто Сэки · Кэндзиро Тодороки |
| Звёздный   | Бразилия · Торбен Граэл · Марсело Феррейра | Канада · Росс Макдональд · Майк Волфс       | Франция · Паскаль Рамбо · Ксавье Роар     |

### Женщины
| Дисциплина | Золото                                                    | Серебро                                                       | Бронза                                                  |
| Мистраль   | Фостин Мерре (FRA)                                        | Инь Цзянь (CHN)                                               | Алессандра Сенсини (ITA)                                |
| Европа     | Сирен Сундбю (NOR)                                        | Ленка Смидова (CZE)                                           | Сигне Ливбьерг (DEN)                                    |
| 470        | Греция · София Бекатору · Эмилия Цулфа                    | Испания · Наталия Виа-Дуфресне · Сандра Асон                  | Швеция · Терезе Торгерссон · Вендела Закриссон          |
| Инглинг    | Великобритания · Ширли Робертсон · Сара Уэбб · Сара Эйтон | Украина · Руслана Таран · Анна Калинина · Светлана Матевушева | Дания · Дорте Йенсен · Хелле Йесперсен · Кристина Отцен |

### Открытый класс
| Дисциплина | Золото                                        | Серебро                                 | Бронза                                         |
| Лазер      | Роберт Шейдт (BRA)                            | Андреас Геритцер (AUT)                  | Василий Жбогар (SLO)                           |
| 49er       | Испания · Икер Мартинес · Хавьер Фернандес    | Украина · Родион Лука · Георгий Леончук | Великобритания · Крис Дрэйпер · Саймон Хискокс |
| Торнадо    | Австрия · Роман Хагара · Ханс-Петер Штайнахер | США · Джон Лоуэлл · Чарли Оглтри        | Аргентина · Сантьяго Ланхе · Карлос Эспинола   |

## Плавание

### Мужчины
| Дисциплина                            | Золото | Серебро | Бронза |
| 50 метров вольным стилем              | Гэри Холл (USA) | Дуе Драганья (CRO)                                                                                                   | Роланд Скуман (RSA) |
| 100 метров вольным стилем             | Питер ван ден Хогенбанд (NED) | Роланд Скуман (RSA)                                                                                                  | Иан Торп (AUS) |
| 200 метров вольным стилем             | Иан Торп (AUS) | Питер ван ден Хогенбанд (NED)                                                                                        | Майкл Фелпс (USA) |
| 400 метров вольным стилем             | Иан Торп (AUS) | Грант Хэкетт (AUS)                                                                                                   | Клит Келлер (USA) |
| 1500 метров вольным стилем            | Грант Хэкетт (AUS) | Ларсен Дженсен (USA)                                                                                                 | Дэвид Дэвис (GBR) |
| 100 метров баттерфляем                | Майкл Фелпс (USA) | Ян Крокер (USA) | Андрей Сердинов (UKR) |
| 200 метров баттерфляем                | Майкл Фелпс (USA) | Такаси Ямамото (JPN)                                                                                                 | Стивен Парри (GBR) |
| 100 метров на спине                   | Аарон Пирсол (USA) | Маркус Роган (AUT)                                                                                                   | Томоми Морита (JPN) |
| 200 метров на спине                   | Аарон Пирсол (USA) | Маркус Роган (AUT)                                                                                                   | Рэзван Флоря (ROM) |
| 100 метров брассом                    | Косукэ Китадзима (JPN) | Брендан Хансен (USA)                                                                                                 | Юг Дюбоск (FRA) |
| 200 метров брассом                    | Косукэ Китадзима (JPN) | Даниель Дьюрта (HUN)                                                                                                 | Брендан Хансен (USA) |
| 200 метров комплексным плаванием      | Майкл Фелпс (USA) | Райан Лохте (USA) | Джордж Бовелл (TRI) |
| 400 метров комплексным плаванием      | Майкл Фелпс (USA) | Эрик Вендт (USA) | Ласло Чех (HUN) |
| Эстафета 4×100 метров вольным стилем  | ЮАР · Роланд Скуман · Линдон Фернс · Дариан Тоунсенд · Рик Нитлинг                                                               | Нидерланды · Йохан Кенкхёйс · Митья Застров · Клаас-Эрик Зверинг · Питер ван ден Хогенбанд · Марк Вэнс               | США · Ян Крокер · Майкл Фелпс · Нейл Уолкер · Джейсон Лезак · Нейт Дьюсинг · Гэри Холл · Гейб Вудворд                             |
| Эстафета 4×200 метров вольным стилем  | США · Майкл Фелпс · Райан Лохте · Питер Вандеркай · Клит Келлер · Скотт Голдблатт · Дэн Кетчум                                   | Австралия · Грант Хэкетт · Майкл Клим · Николас Спренджер · Иан Торп · Энтони Маткович · Тодд Пирсон · Крэйг Стивенс | Италия · Эмилиано Брембилья · Массимилиано Розолино · Симоне Черкато · Филиппо Маньини · Федерико Каппеллаццо · Маттео Пелликьяри |
| Эстафета 4×100 метров комбинированная | США · Аарон Пирсол · Брендан Хансен · Ян Крокер · Джейсон Лезак · Ленни Крайзельбург · Марк Ганглофф · Майкл Фелпс · Нейл Уолкер | Германия · Штеффен Дризен · Йенс Круппа · Томас Руппрат · Ларс Конрад · Хельге Меув                                  | Япония · Томоми Морита · Косукэ Китадзима · Такаси Ямамото · Ёсихиро Окумура                                                      |

### Женщины
| Дисциплина                            | Золото | Серебро | Бронза |
| 50 метров вольным стилем              | Инге де Брюин (NED)                                                                                                | Малия Метелла (FRA) | Лизбет Лентон (AUS) |
| 100 метров вольным стилем             | Джоди Генри (AUS)                                                                                                  | Инге Де Брюин (NED) | Натали Коглин (USA) |
| 200 метров вольным стилем             | Камелия Потек (ROM)                                                                                                | Федерика Пеллегрини (ITA) | Соленн Фиге (FRA) |
| 400 метров вольным стилем             | Лор Маноду (FRA)                                                                                                   | Отыля Енджейчак (POL) | Кейтлин Сандено (USA) |
| 800 метров вольным стилем             | Ай Сибата (JPN) | Лор Маноду (FRA) | Дайана Мунц (USA) |
| 100 метров баттерфляем                | Петрия Томас (AUS)                                                                                                 | Отыля Енджейчак (POL) | Инге Де Брюин (NED) |
| 200 метров баттерфляем                | Отыля Енджейчак (POL)                                                                                              | Петрия Томас (AUS) | Юко Наканиси (JPN) |
| 100 метров на спине                   | Натали Коглин (USA)                                                                                                | Кирсти Ковентри (ZIM) | Лор Маноду (FRA) |
| 200 метров на спине                   | Кирсти Ковентри (ZIM)                                                                                              | Станислава Комарова (RUS) | Антье Бушшульте (GER) |
| 200 метров на спине                   | Кирсти Ковентри (ZIM)                                                                                              | Станислава Комарова (RUS) | Рэйко Накамура (JPN) |
| 100 метров брассом                    | Ло Сюэцзюань (CHN)                                                                                                 | Брук Хансон (AUS) | Лизель Джонс (AUS) |
| 200 метров брассом                    | Аманда Бирд (USA)                                                                                                  | Лизель Джонс (AUS) | Анне Полеска (GER) |
| 200 метров комплексным плаванием      | Яна Клочкова (UKR)                                                                                                 | Аманда Бирд (USA) | Кирсти Ковентри (ZIM) |
| 400 метров комплексным плаванием      | Яна Клочкова (UKR)                                                                                                 | Кейтлин Сандено (USA) | Джорджина Бардач (ARG) |
| Эстафета 4×100 метров вольным стилем  | Австралия · Элис Миллс · Лизбет Лентон · Петрия Томас · Джоди Генри · Сара Райан                                   | США · Кара Линн Джойс · Натали Коглин · Аманда Уэйр · Дженни Томпсон · Линдсей Бенко · Маритца Коррайа · Коллин Ланне         | Нидерланды · Шанталь Грот · Инге Деккер · Марлен Велдхёйс · Инге Де Брюин · Аннабель Костен                               |
| Эстафета 4×200 метров вольным стилем  | США · Натали Коглин · Карли Пайпер · Дана Воллмер · Кейтлин Сандено · Линдсей Бенко · Ри Джеффри · Рейчел Комисарж | Китай · Чжу Инвэнь · Сюй Яньвэй · Ян Юй · Пан Цзяин · Ли Цзи                                                                  | Германия · Франциска ван Альмсик · Петра Далльман · Антье Бушшульте · Ханна Штокбауэр · Янина-Кристин Гётц · Сара Харстик |
| Эстафета 4×100 метров комбинированная | Австралия · Джиаан Руни · Лизель Джонс · Петрия Томас · Джоди Генри · Брук Хансон · Элис Миллс · Джессика Шиппер   | США · Натали Коглин · Аманда Бирд · Дженни Томпсон · Кара Линн Джойс · Хейли Коуп · Тара Кирк · Рейчел Комисарж · Аманда Уэйр | Германия · Антье Бушшульте · Сара Пёве · Франциска ван Альмсик · Даниэла Гётц                                             |

## Прыжки в воду

### Мужчины
| Дисциплина                   | Золото                                    | Серебро                                        | Бронза                                      |
| Трамплин, 3 метра            | Пэн Бо (CHN)                              | Александр Депати (CAN)                         | Дмитрий Саутин (RUS)                        |
| Синхронный трамплин, 3 метра | Греция · Томас Бимис · Николаос Сиранидис | Германия · Тобиас Шелленберг · Андреас Велс    | Австралия · Роберт Ньюбери · Стивен Барнетт |
| Вышка, 10 метров             | Ху Цзя (CHN)                              | Мэтью Хелм (AUS)                               | Тянь Лян (CHN)                              |
| Синхронная вышка, 10 метров  | Китай · Тянь Лян · Ян Цзинхуэй            | Великобритания · Леон Тейлор · Питер Уотерфилд | Австралия · Роберт Ньюбери · Мэтью Хелм     |

### Женщины
| Дисциплина                   | Золото                         | Серебро                                     | Бронза                                    |
| Трамплин, 3 метра            | Го Цзинцзин (CHN)              | У Минься (CHN)                              | Юлия Пахалина (RUS)                       |
| Синхронный трамплин, 3 метра | Китай · У Минься · Го Цзинцзин | Россия · Вера Ильина · Юлия Пахалина        | Австралия · Шантель Ньюбери · Ирина Лашко |
| Вышка, 10 метров             | Шантель Ньюбери (AUS)          | Лао Лиши (CHN)                              | Луди Турки (AUS)                          |
| Синхронная вышка, 10 метров  | Китай · Лао Лиши · Ли Тин      | Россия · Наталья Гончарова · Юлия Колтунова | Канада · Блит Хартли · Эмили Хейманс      |

## Синхронное плавание
| Дисциплина | Золото | Серебро | Бронза |
| Дуэты      | Россия · Анастасия Давыдова · Анастасия Ермакова | Япония · Мия Татибана · Михо Такэда | США · Элисон Бартосик · Анна Козлова |
| Группы     | Россия · Елена Азарова · Ольга Брусникина · Анастасия Давыдова · Анастасия Ермакова · Эльвира Хасянова · Мария Киселёва · Ольга Новокщенова · Анна Шорина · Мария Громова | Япония · Мия Татибана · Михо Такэда · Митиё Фудзимару · Сахо Харада · Наоко Кавасима · Канако Китао · Эмико Судзуки · Дзюри Тацуми · Ёко Ёнэда | США · Элисон Бартосик · Тамара Кроу · Эрин Добрац · Ребекка Джесонтек · Анна Козлова · Сара Лаув · Лорен Макфолл · Стефани Несбитт · Кендра Занотто |

## Современное пятиборье
| Дисциплина | Золото               | Серебро                    | Бронза                  |
| Мужчины    | Андрей Моисеев (RUS) | Андрей Заднепровский (LTU) | Либор Капалини (CZE)    |
| Женщины    | Жужанна Вёрёш (HUN)  | Елена Рублевска (LAT)      | Джорджина Харланд (GBR) |

## Софтбол
| Дисциплина | Золото | Серебро | Бронза |
| Женщины    | СШАЛи Амико · Лора Берг · Кристл Бустос · Лиза Фернандес · Дженни Финч · Тейрия Флауэрс · Амманда Фрид · Лори Харриган · Ловианн Джан · Келли Кретшман · Джессика Мендоза · Стейси Ньювмэн · Кэт Остерман · Дженни Топпинг · Наташа Уотли | АвстралияСэнди Аллен · Марисса Карпадиос · Фиона Кроуфорд · Аманда Домен · Пета Эдибон · Таня Хардинг · Натали Годскин · Симмон Морроу · Трейси Мосли · Стейси Портер · Мелани Рош · Натали Титкам · Натали Уорд · Брук Уилкинс · Керри Уайборн | ЯпонияЭми Инуи · Кадзуэ Ито · Юми Ивабути · Масуми Мисина · Эми Наито · Харука Саито · Хироко Сакаи · Наоко Сакамото · Риэ Сато · Юки Сато · Дзюри Такаяма · Юкико Уэно · Рэика Уцуги · Эри Ямада · Норико Ямадзи |

## Стрельба

### Мужчины
| Дисциплина                                            | Золото                 | Серебро                    | Бронза                     |
| Пневматическая винтовка, 10 метров                    | Чжу Цинань (CHN)       | Ли Цзе (CHN)               | Йозеф Гёнци (SVK)          |
| Винтовка лёжа, 50 метров                              | Мэттью Эммонс (USA)    | Кристиан Луш (GER)         | Сергей Мартынов (BLR)      |
| Винтовка из трёх положений, 50 метров                 | Цзя Чжаньбо (CHN)      | Майкл Анти (USA)           | Кристиан Планер (AUT)      |
| Пневматический пистолет, 10 метров                    | Ван Ифу (CHN)          | Михаил Неструев (RUS)      | Владимир Исаков (RUS)      |
| Скорострельный пистолет, 25 метров                    | Ральф Шуман (GER)      | Сергей Поляков (RUS)       | Сергей Алиференко (RUS)    |
| Пистолет, 50 метров                                   | Михаил Неструев (RUS)  | Чин Джон О (KOR)           | Ким Чон Су (PRK)           |
| Трап                                                  | Алексей Алипов (RUS)   | Джованни Пелльело (ITA)    | Адам Велла (AUS)           |
| Дубль-трап                                            | Ахмед Аль-Мактум (UAE) | Раджьявардхан Ратхор (IND) | Ван Чжэн (CHN)             |
| Скит                                                  | Андреа Бенелли (ITA)   | Марко Кемппайнен (FIN)     | Хуан Мигель Родригес (CUB) |
| Пневматическая винтовка, движущаяся мишень, 10 метров | Манфред Курцер (GER)   | Александр Блинов (RUS)     | Дмитрий Лыкин (RUS)        |

### Женщины
| Дисциплина                            | Золото               | Серебро                  | Бронза                       |
| Пневматическая винтовка, 10 метров    | Ду Ли (CHN)          | Любовь Галкина (RUS)     | Катержина Куркова (CZE)      |
| Винтовка из трёх положений, 50 метров | Любовь Галкина (RUS) | Валентина Туризини (ITA) | Ван Чэнъи (CHN)              |
| Пневматический пистолет, 10 метров    | Елена Костевич (UKR) | Ясна Шекарич (SCG)       | Мария Гроздева (BUL)         |
| Пистолет, 25 метров                   | Мария Гроздева (BUL) | Ленка Гикова (CZE)       | Ирада Ашумова (AZE)          |
| Трап                                  | Сюзанна Балог (AUS)  | Мария Квинтаналь (ESP)   | Ли Бо На (KOR)               |
| Дубль-трап                            | Кимберли Роуд (USA)  | Ли Бо На (KOR)           | Гао Э (CHN)                  |
| Скит                                  | Диана Игай (HUN)     | Вэй Нин (CHN)            | Земфира Мефтахетдинова (AZE) |

## Стрельба из лука

### Мужчины
| Дисциплина                | Золото                                                  | Серебро                                          | Бронза                                                     |
| Индивидуальное первенство | Марко Гальяццо (ITA)                                    | Хироси Ямамото (JPN)                             | Тим Каддихи (AUS)                                          |
| Командное первенство      | Республика Корея · Лим Дон Хён · Чан Ён Хо · Пак Кён Мо | Тайвань · Чэнь Шиюань · Лю Минхуан · Ван Чжэнбан | Украина · Дмитрий Грачёв · Виктор Рубан · Александр Сердюк |

### Женщины
| Дисциплина                | Золото                                                    | Серебро                                      | Бронза                                     |
| Индивидуальное первенство | Пак Сон Хён (KOR)                                         | Ли Сон Джин (KOR)                            | Элисон Уильямсон (GBR)                     |
| Командное первенство      | Республика Корея · Ли Сон Джин · Пак Сон Хён · Юн Ми Джин | Китай · Хэ Ин · Линь Сан · Чжан Цзюаньцзюань | Тайвань · Чэнь Лижу · У Хуэйжу · Юань Шуци |

## Теннис

### Мужчины
| Дисциплина       | Золото                                   | Серебро                                   | Бронза                                |
| Одиночный разряд | Николас Массу (CHI)                      | Марди Фиш (USA)                           | Фернандо Гонсалес (CHI)               |
| Парный разряд    | Чили · Фернандо Гонсалес · Николас Массу | Германия · Николас Кифер · Райнер Шуттлер | Хорватия · Марио Анчич · Иван Любичич |

### Женщины
| Дисциплина       | Золото                         | Серебро                                              | Бронза                                       |
| Одиночный разряд | Жюстин Энен-Арденн (BEL)       | Амели Моресмо (FRA)                                  | Алисия Молик (AUS)                           |
| Парный разряд    | Китай · Ли Тин · Сунь Тяньтянь | Испания · Кончита Мартинес · Вирхиния Руано Паскуаль | Аргентина · Паола Суарес · Патрисия Тарабини |

## Триатлон
| Дисциплина | Золото             | Серебро              | Бронза               |
| Мужчины    | Хэмиш Картер (NZL) | Беван Дочерти (NZL)  | Свен Ридерер (SUI)   |
| Женщины    | Кейт Аллен (AUT)   | Лоретта Харроп (AUS) | Сьюзан Уильямс (USA) |

## Тхэквондо

### Мужчины
| Дисциплина  | Золото             | Серебро                      | Бронза                |
| До 58 кг    | Чжу Муянь (TPE)    | Оскар Салазар (MEX)          | Тамер Байюми (EGY)    |
| До 68 кг    | Хади Саеи (IRI)    | Хуан Чжисюн (TPE)            | Сон Мён Сёб (KOR)     |
| До 80 кг    | Стивен Лопес (USA) | Бахри Танрыкулу (TUR)        | Юсеф Карами (IRI)     |
| Свыше 80 кг | Мун Дэ Сун (KOR)   | Александрос Николаидис (GRE) | Паскаль Жентиль (FRA) |

### Женщины
| Дисциплина  | Золото            | Серебро                  | Бронза                  |
| До 49 кг    | Чэнь Шисинь (TPE) | Янелис Лабрада (CUB)     | Яовапа Бураполчай (THA) |
| До 57 кг    | Чан Чжи Вон (KOR) | Ния Абдалла (USA)        | Иридия Салазар (MEX)    |
| До 67 кг    | Ло Вэй (CHN)      | Елизавет Мистакиду (GRE) | Хван Гён Сон (KOR)      |
| Свыше 67 кг | Чэнь Чжун (CHN)   | Мирьям Баверель (FRA)    | Адриана Кармона (VEN)   |

## Тяжёлая атлетика

### Мужчины
| Дисциплина   | Золото                 | Серебро                 | Бронза                    |
| До 56 кг     | Халиль Мутлу (TUR)     | У Мэйцзинь (CHN)        | Седат Артуч (TUR)         |
| До 62 кг     | Ши Чжиюн (CHN)         | Лэ Маошэн (CHN)         | Исраэль Хосе Рубио (VEN)  |
| До 69 кг     | Чжан Гочжэнь (CHN)     | Ли Бэ Ён (KOR)          | Николай Пешалов (CRO)     |
| До 77 кг     | Танер Сагыр (TUR)      | Сергей Филимонов (KAZ)  | Рейхан Арабаджиоглу (TUR) |
| До 85 кг     | Георгий Асанидзе (GEO) | Андрей Рыбаков (BLR)    | Пиррос Димас (GRE)        |
| До 94 кг     | Милен Добрев (BUL)     | Хаджимурат Аккаев (RUS) | Эдуард Тюкин (RUS)        |
| До 105 кг    | Дмитрий Берестов (RUS) | Игорь Разорёнов (UKR)   | Глеб Писаревский (RUS)    |
| Свыше 105 кг | Хуссейн Резазаде (IRI) | Виктор Щербатых (LAT)   | Величко Чолаков (BUL)     |

### Женщины
| Дисциплина  | Золото                | Серебро                   | Бронза                  |
| До 48 кг    | Нурджан Тайлан (TUR)  | Ли Чжо (CHN)              | Ари Виратаворн (THA)    |
| До 53 кг    | Удомпорн Полсак (THA) | Раема Лиса Румбевас (INA) | Мабель Москера (COL)    |
| До 58 кг    | Чэнь Яньцин (CHN)     | Ли Сонхи (PRK)            | Ванди Камеаим (THA)     |
| До 63 кг    | Наталья Скакун (UKR)  | Анна Батюшко (BLR)        | Татьяна Стукалова (BLR) |
| До 69 кг    | Лю Чуньхун (CHN)      | Эстер Круцлер (HUN)       | Зарема Касаева (RUS)    |
| До 75 кг    | Павина Тонгсук (THA)  | Наталья Заболотная (RUS)  | Валентина Попова (RUS)  |
| Свыше 75 кг | Тан Гунхун (CHN)      | Чан Ми Ран (KOR)          | Агата Врубель (POL)     |

## Фехтование

### Мужчины
| Дисциплина       | Золото                                                      | Серебро                                                           | Бронза                                                                              |
| Шпага            | Марсель Фишер (SUI)                                         | Ван Лэй (CHN)                                                     | Павел Колобков (RUS)                                                                |
| Командная шпага  | Франция · Юг Обри · Эрик Буасс · Фабрис Жанне · Жером Жанне | Венгрия · Габор Божко · Кристиан Кульчар · Иван Ковач · Геза Имре | Германия · Свен Шмид · Йорг Фидлер · Даниэль Штригель                               |
| Рапира           | Брис Гияр (FRA)                                             | Сальваторе Санцо (ITA)                                            | Андреа Кассара (ITA)                                                                |
| Командная рапира | Италия · Сальваторе Санцо · Андреа Кассара · Симоне Ванни   | Китай · Дун Чжаочжи · Ван Хайбинь · У Ханьсюн · Е Чун             | Россия · Реналь Ганеев · Руслан Насибуллин · Юрий Молчан · Вячеслав Поздняков       |
| Сабля            | Альдо Монтано (ITA)                                         | Жолт Немчик (HUN)                                                 | Владислав Третьяк (UKR)                                                             |
| Командная сабля  | Франция · Гаэль Туйя · Жюльен Пийе · Дамьен Туйя            | Италия · Альдо Монтано · Джанпьеро Пасторе · Луиджи Тарантино     | Россия · Сергей Шариков · Алексей Дьяченко · Станислав Поздняков · Алексей Якименко |

### Женщины
| Дисциплина      | Золото                                                                        | Серебро                                                      | Бронза                                                                        |
| Шпага           | Тимеа Надь (HUN)                                                              | Лора Флессель-Коловиц (FRA)                                  | Морин Низима (FRA)                                                            |
| Командная шпага | Россия · Карина Азнавурян · Оксана Ермакова · Татьяна Логунова · Анна Сивкова | Германия · Бритта Хайдеман · Имке Дуплитцер · Клаудия Бокель | Франция · Сара Данент · Лора Флессель-Коловиц · Морин Низима · Хайналька Пико |
| Рапира          | Валентина Веццали (ITA)                                                       | Джованна Триллини (ITA)                                      | Сильвия Грухала (POL)                                                         |
| Сабля           | Мариэль Загунис (USA)                                                         | Тань Сюэ (CHN)                                               | Сада Джекобсон (USA)                                                          |

## Футбол
| Дисциплина | Золото | Серебро | Бронза |
| Мужчины    | Аргентина Роберто Айяла · Николас Бурдиссо · Фабрисио Колоччини · Хавьер Маскерано · Габриэль Хайнце · Хавьер Савиола · Сесар Дельгадо · Лусиано Фигероа · Карлос Тевес · Кили Гонсалес · Мауро Росалес · Николас Медина · Клементе Родригес · Андрес д’Алессандро · Луис Гонсалес · Мариано Гонсалес · Херман Люкс | Парагвай Родриго Ромеро · Эмилио Мартинес · Хулио Мансур · Карлос Гамарра · Хосе Девака · Сельсо Эскивель · Пабло Хименес · Эдгар Баррето · Фреди Барейро · Диего Фигередо · Аурелиано Торрес · Педро Бенитес · Хулио Сесар Энсисо · Хулио Гонсалес · Эрнесто Кристальдо · Освальдо Диас · Хосе Сатурнино Кардосо · Диего Баррето | Италия Марко Амелия · Джорджо Кьеллини · Эмилиано Моретти · Маттео Феррари · Даниэле Бонера · Даниеле де Росси · Джампьеро Пинци · Анджело Паломбо · Альберто Джилардино · Андреа Пирло · Джузеппе Скулли · Андреа Гасбаррони · Андреа Бардзальи · Чезаре Бово · Марко Донадель · Симоне Дель Неро · Джандоменико Место · Иван Пелиццоли |
| Женщины    | США Брайна Шарри · Хизер Митс · Кристин Рэмпон · Кэт Рэддик · Линдсей Терпли · Брэнди Честейн · Шэнон Бокс · Энджел Хьюклс · Миа Хэмм · Эли Вагнер · Джули Фауди · Синди Парлоу · Кристин Лилли · Джоя Фьюккет · Кэти Маркграф · Эбби Вамбах · Хэтер О’Релли · Кристин Лукенбил                                     | Бразилия Андрея · Маравилья · Моника · Таня · Жулиана · Даниэла · Розана · Рената Коста · Алине · Формижа · Элайне · Майкон · Претинья · Марта · Кристиане · Розели · Даяне · Грациеле | Германия Сильке Роттенберг · Керстин Штегеман · Керстин Гарефрекес · Штеффи Джонс · Сара Гюнтер · Виола Одебрехт · Пиа Вундерлих · Петра Вимберски · Биргит Принц · Рената Лингор · Мартина Мюллер · Навина Омиладе · Сандра Миннерт · Изабель Бахор · Соня Фусс · Конни Полерс · Ариане Хингст · Надин Ангерер                          |

## Хоккей на траве
| Дисциплина | Золото | Серебро | Бронза |
| Мужчины    | АвстралияМайкл Бреннан · Трэвис Брукс · Дин Батлер · Лиам де Янг · Джейми Дуайер · Натан Эглингтон · Трой Элдер · Беван Джордж · Роберт Хаммонд · Марк Хикман · Марк Ноулз · Брент Ливермор · Майкл Макканн · Стивен Моулам · Грант Шуберт · Мэттью Уэллс         | НидерландыМаттис Брауэр · Роналд Брауэр · Ерун Делме · Тён де Нойер · Гирт-Ян Дериккс · Роб Дериккс · Мартен Эйкелбом · Флорис Эверс · Эрик Язет · Карел Клавер · Есси Маиу · Роб Реккерс · Таке Такема · Сандер ван дер Вейде · Клас Веринг · Гюс Вогелс                                 | ГерманияКлеменс Арнольд · Кристоф Бехманн · Себастьян Бидерлак · Филипп Кроне · Эйке Дуквиц · Кристоф Эймер · Бьёрн Эммерлинг · Флориан Кунц · Бьёрн Мишель · Саша Рейнельт · Юстус Шаровский · Кристиан Шульте · Тимо Вес · Тибор Вайсенборн · Маттиас Виттхаус · Кристофер Целлер                      |
| Женщины    | ГерманияТина Бахман · Каролина Касаретто · Надин Эрнстинг-Кринке · Франциска Гуд · Манди Хазе · Наташа Келлер · Дениз Клеккер · Анке Кюне · Бадри Латиф · Хейке Летч · Соня Леман · Зильке Мюллер · Фанни Ринне · Марион Родевальд · Луиза Вальтер · Джулия Цвель | НидерландыМинке Бой · Агит Бумгардт · Хантал де Брёйн · Лисанн де Ровер · Мейнтье Доннерс · Силвиа Каррес · Фатима Морейра де Мело · Эфк Мюлдер · Мартье Схепстра · Яннек Схопман · Кларинда Синниг · Минке Сметс · Йиске Снукс · Маха ван дер Варт · Мик ван Генхэйзен · Ливе ван Кессел | АргентинаПаула Вукоичич · Сесилия Рогнони · Марине Руссо · Айелен Степник · Мария де ла Пас Эрнандес · Мерседес Маргалот · Ванина Онето · Соледад Гарсия · Мариана Гонсалес · Алехандра Гулла · Лусиана Аймар · Клаудиа Буркарт · Марина ди Джакомо · Магдалена Айсега · Мариэла Антониска · Инес Арродо |

## Лидеры по медалям
Ниже в таблице представлены спортсмены, завоевавшие не менее трёх наград. По умолчанию таблица отсортирована по убыванию количества золотых медалей. Для сортировки по другому признаку необходимо нажать рядом с названием столбца. Наибольшее число наград каждого достоинства выделено жирным шрифтом.
| Спортсмен               | Страна         | Дисциплина            | Золото | Серебро | Бронза | Всего |
| ----------------------- | -------------- | --------------------- | ------ | ------- | ------ | ----- |
| Майкл Фелпс             | США            | Плавание              | 6      | 0       | 2      | 8     |
| Петрия Томас            | Австралия      | Плавание              | 3      | 1       | 0      | 4     |
| Аарон Пирсол            | США            | Плавание              | 3      | 0       | 0      | 3     |
| Джоди Генри             | Австралия      | Плавание              | 3      | 0       | 0      | 3     |
| Каталина Понор          | Румыния        | Спортивная гимнастика | 3      | 0       | 0      | 3     |
| Натали Коглин           | США            | Плавание              | 2      | 2       | 1      | 5     |
| Иан Торп                | Австралия      | Плавание              | 2      | 1       | 1      | 4     |
| Вероника Кэмпбелл-Браун | Ямайка         | Лёгкая атлетика       | 2      | 0       | 1      | 3     |
| Косукэ Китадзима        | Япония         | Плавание              | 2      | 0       | 1      | 3     |
| Аманда Бирд             | США            | Плавание              | 1      | 2       | 0      | 3     |
| Питер ван ден Хогенбанд | Нидерланды     | Плавание              | 1      | 2       | 0      | 3     |
| Пол Хэмм                | США            | Спортивная гимнастика | 1      | 2       | 0      | 3     |
| Грант Хэкетт            | Австралия      | Плавание              | 1      | 2       | 0      | 3     |
| Отыля Енджейчак         | Польша         | Плавание              | 1      | 2       | 0      | 3     |
| Карли Паттерсон         | США            | Спортивная гимнастика | 1      | 2       | 0      | 3     |
| Инге де Брюин           | Нидерланды     | Плавание              | 1      | 1       | 2      | 4     |
| Брэдли Уиггинс          | Великобритания | Велоспорт             | 1      | 1       | 1      | 3     |
| Лизель Джонс            | Австралия      | Плавание              | 1      | 1       | 1      | 3     |
| Роланд Скуман           | ЮАР            | Плавание              | 1      | 1       | 1      | 3     |
| Ян Крокер               | США            | Плавание              | 1      | 1       | 1      | 3     |
| Кейтлин Сандено         | США            | Плавание              | 1      | 1       | 1      | 3     |
| Кристи Ковентри         | Зимбабве       | Плавание              | 1      | 1       | 1      | 3     |
| Брендан Хансен          | США            | Плавание              | 1      | 1       | 1      | 3     |
| Лор Маноду              | Франция        | Плавание              | 1      | 1       | 1      | 3     |
| Джастин Гэтлин          | США            | Лёгкая атлетика       | 1      | 1       | 1      | 3     |
| Марьян Драгулеску       | Румыния        | Спортивная гимнастика | 0      | 1       | 2      | 3     |
| Антье Бушшульте         | Германия       | Плавание              | 0      | 0       | 3      | 3     |

### Комментарии
1. ↑  Бронзовым призёром стала четвёрка представляющая Украину, но Елена Олефиренко сдала положительный допинг-тест на этамиван и команда была дисквалифицирована[17].
2. ↑  Чемпионом игр стал американский велогонщик Тайлер Хэмилтон, но был дисквалифицирован, после сдачи положительной допинг-пробы[58].
3. ↑  В допинг-пробе бронзового призёра  Марии Луизы Калле было обнаружено запрещенное вещество, после чего МОК дисквалифицировал спортсменку, а медаль перешла американке Эрин Мирабелле. Однако, это решение было оспорено в Спортивном арбитражном суде в Лозанне (CAS) в 2005 году, анализ допинг-пробы был признан ошибочным, МОК вернул бронзовую медаль спортсменке[73].
4. ↑  В допинг-пробе лошади чемпиона игр Киана О’Коннора были обнаружены запрещённые вещества (флуфеназин и зуклопентиксол)[137], после чего спортсмен был дисквалифицирован и лишён медали[138].
5. ↑  Чемпионами игр стала команда Германии, но в допинг-пробе лошади Людгера Беербаума было обнаружено запрещенное вещество, после чего спортсмена дисквалифицировали и лишили медали, а команду Германии опустили на 3 место[140].
6. ↑  Победитель соревнований украинский спортсмен Юрий Билоног был лишён медали и дисквалифицирован за использование оксандролона[161].
7. ↑  Победителем соревнований стал венгерский спортсмен Роберт Фазекаш, но он был лишён золотой медали по решению дисциплинарной комиссии, за отказ сдавать допинг-тест и попытку подмена анализов[163].
8. ↑  Победитель соревнований Адриан Аннуш из Венгрии был лишён золотой медали за отказ пройти повторное допинг-тестирование. Олимпийским чемпионом стал японец Кодзи Мурофуси. Иван Тихон, ставший серебряным призёром в декабре 2012 года также был дисквалифицирован связи с применением метандиенона[161].
9. ↑  Российская спортсменка Ирина Коржаненко, победившая в соревнованиях с результатом 21,06 м была дисквалифицирована, допинг-проба дала положительный результат на станозолол[185]. Другая российская спортсменка - Светлана Кривелёва, была лишена бронзовой после обнаружения в крови оксандролона[161]. Медали были перераспределены[186].
10. ↑  В декабре 2012 года белорусская спортсменка, Ирина Ятченко, была лишена бронзовой медали из-за применения запрещённого препарата метандиенона[161].
11. ↑  Бронзовый призёр Леонидас Сабанис был дисквалифицирован после обнаружения в крови избыточного тестостерона[288].
12. ↑  Российский тяжелоатлет Олег Перепечёнов занял на соревнованиях третье место, но был дисквалифицирован после обнаружения анаболических средств в крови спортсмена[291].
13. ↑  Серебряный призёр Ференц Гюркович был дисквалифицирован после обнаружения в крови запрещённого вещества[295].